# Sighard Kleiner

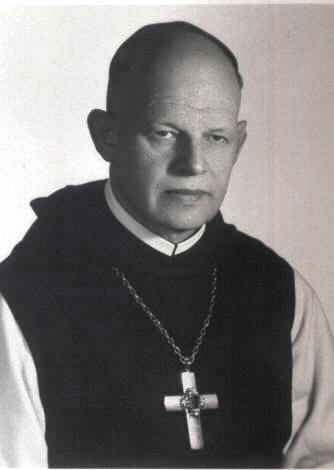
Generalabt Sighard Kleiner OCist

Sighard Kleiner OCist (* 7. Oktober 1904 in Bregenz als Karl Kleiner; † 5. Dezember 1995 ebenda) war der 79. Generalabt des Zisterzienserordens.

## Lebenslauf
Als Schüler besuchte Karl Kleiner das Collegium Bernardi in der Abtei Mehrerau. Er erhielt 1923 die Matura mit Auszeichnung, studierte Theologie und wurde am 16. September 1928 im Bregenzer Gallusstift zum Priester geweiht und hielt am 30. September seine Primiz. Am 13. November 1928 trat er als Novize in die Zisterzienserabtei Mehrerau ein, wo er den Ordensnamen Sighard annahm. 1931 wurde er mit summa cum laude zum Dr. theol. promoviert und zunächst als Religionslehrer (österreichisch: Religionsprofessor) am Gymnasium in Mehrerau eingesetzt. Er war auch Dozent für Dogmatik an der Hauslehranstalt Mehrerau. Von 1939 bis 1950 war er Prior der Neugründung Hauterive.
Am 5. November 1950 wurde Kleiner zum Generalprokurator des Zisterzienserordens gewählt und zum Titularabt von Morimond benediziert. Vom 8. Mai 1953 bis August 1985 war er Generalabt des Ordens. Als Konzilsvater nahm er am Zweiten Vaticanum teil.

## Schriften
- Das Ideengut des heiligen Benedikt heute. Ein religiöser und kulturgeschichtlicher Vergleich (= Europäisch-Benediktinische Besinnungen, Band 2). Naumann, Würzburg 1979.
- In der Einheit des Heiligen Geistes. Geistliche Gespräche über die Regel des hl. Benedikt. Beuroner Kunstverlag, Beuron 1985.
- Zuerst Gott dienen. Geistliche Gespräche über die Regel des hl. Benedikt. Bernardus-Verlag, Langwaden 1990.